# Nossa Senhora dos Remédios (Povoação)
Nossa Senhora dos Remédios é uma freguesia portuguesa do município da Povoação, na ilha de São Miguel, Região Autónoma dos Açores, com 12,66 km² de área e 1062 habitantes (censo de 2021). A sua densidade populacional é 83,9 hab./km².
É uma freguesia rural sobranceira à vila da Povoação, ocupando duas das típicas "lombas" (Lomba do Loução e Lomba do Alcaide) que irradiando da vila se prolongam para o interior da ilha. Foi uma zona de produção de trigo, estando hoje as terras quase inteiramente dedicadas à pastagem para o gado leiteiro.
A freguesia foi criada pelo Decreto-Lei nº 41.010, de 20 de fevereiro de 1957, com lugares da freguesia de Povoação.

## Demografia
A população registada nos censos foi:
| Distribuição da População por Grupos Etários | Distribuição da População por Grupos Etários | Distribuição da População por Grupos Etários | Distribuição da População por Grupos Etários | Distribuição da População por Grupos Etários |
| -------------------------------------------- | -------------------------------------------- | -------------------------------------------- | -------------------------------------------- | -------------------------------------------- |
| Ano                                          | 0-14 Anos                                    | 15-24 Anos                                   | 25-64 Anos                                   | > 65 Anos                                    |
| 2001                                         | 216                                          | 175                                          | 504                                          | 177                                          |
| 2011                                         | 201                                          | 147                                          | 610                                          | 154                                          |
| 2021                                         | 130                                          | 131                                          | 612                                          | 189                                          |

## Caracterização socioeconómica

### População
A maioria da população de N.ª Senhora dos Remédios está empregada ao setor terciário, seguida pelo secundário, que está próximo dos valores do setor primário.

### Setores económicos
Setor primário: agricultura
O setor primário é praticamente constituído pela agricultura. A superfície agrícola útil do concelho de Povoação atinge os 3.780 hectares, o que corresponde a 86% da superfície total do mesmo. A estrutura fundiária do concelho de Povoação evidência um excessivo parcelamento, com áreas muito pequenas em que cerca de 27% das explorações estão divididas num único bloco e 20% em 2 blocos.
A estrutura empresarial agrícola neste concelho é relativamente baixa, existindo apenas 9,9% das explorações geridas por produtores empresários e as restantes por produtores autónomos. O grau de mecanização da agricultura neste concelho demonstra um valor razoável, apesar de, comparativamente a outros, ou mesmo em relação à Região, apresentar valores abaixo da média.
Neste concelho a faixa etária dos produtores agrícolas é elevada, onde 29,5% destes têm mais de 65 anos de idade, o que, por um lado, poderá significar um aumento significativo do emprego nos próximos anos no sector primário, mas que, por outro lado, poderá reflectir a pouca apetência por esta actividade por parte da população mais jovem. A população entre os 45 e os 54 anos de idade nesta actividade é de 20%, valor similiar aos níveis verificados no resto da Região Autónoma dos Açores, para o setor primário. 
Das produções agrícolas destaca-se a produção agro-pecuária, assumindo um peso significativo neste concelho. O peso deste tipo de exploração é equivalente ao dos restantes concelhos e da Região Autónoma dos Açores, sendo o número de explorações com vacas leiteiras de 12,9%. A dimensão média de cada exploração do concelho de Povoação, em número de cabeças, é de 23 vacas sendo este valor superior à média regional e inferior à média nacional.
Setor secundário: A indústria associada à construção civil, a serração de madeiras, fábrica de blocos e ainda as indústrias panificadoras e de lacticínios, dão trabalho a alguma população da freguesia e também a população de outros locais. Esta freguesia, também, é ocupada por população que está envolvida no setor secundário, mas que trabalha em sítios localizados fora da freguesia.
Setor terciário: No setor terciário os serviços têm tido um peso específico crescente ao longo dos anos na atividade económica geral do concelho, quer no que respeita ao produto, quer quanto ao emprego.
No concelho da Povoação predomina essencialmente o comércio retalhista em estabelecimentos não especializados, deixando para trás o comércio grossista, que possui um peso diminuto.
Ao nível dos serviços, o concelho dispõe de uma rede de balcões afetos à atividade bancária, que têm vindo a decrescer nos últimos anos, à custa dos efeitos da era informática, tentando aproximar-se da sua clientela sem aumentar os custos de funcionamento e de gestão.

## Caracterização biofísica

### Caracterização climática
Temperatura do ar
Na freguesia de N.ª Senhora dos Remédios a temperatura média anual circunda os 17,5 °C.
A temperatura máxima atingida foi na estação do Verão com  22 °C, registada em Agosto de 2002; no Inverno as temperaturas mais baixas registam-se no mês de Fevereiro rondando os 14 °C.
Precipitação
A precipitação no Inverno é maior e no Verão é menor, sendo decrescente no mês de Novembro a Julho, mês com menor precipitação (34,1mm), e crescente de Julho a Novembro;
Velocidade do vento
Na freguesia de N.ª Senhora dos Remédios observam-se como ventos dominantes, o rumo do Norte (20%), o rumo do Nordeste (15,5%) e o rumo do Oeste (14,4%).
Nos meses de Janeiro e Fevereiro a velocidade do vento é muito elevada (13,1 km/h) e no mês de Agosto é menos elevada (9 km/h).
Humidade Relativa do Ar
A freguesia de N.ª Senhora dos Remédios, a humidade relativa do ar é menor nos meses de Abril e Julho, e em Janeiro, Fevereiro e Dezembro é maior.

### Análise fisiográfica
Morfologia e hipsometria
A freguesia de N.ª Senhora dos Remédios apresenta grandes diferenças de altitude em toda a sua área e, derivada do carácter montanhoso e da sua morfologia bastante acidentada. A altitude máxima, situada no Pico da Vara, é de 1105 metros, e a altitude mínima é de 20 metros.
Orientações de encosta
-A zona central da freguesia de N.ª Senhora dos Remédios tem como cor predominante o azul claro e o verde, quanto ao sul como no Norte predomina o azul-escuro e o rosa.
Declives de encosta
A área da freguesia de N.ª Senhora dos Remédios apresenta declives superiores a 20% no Norte e Este, tendo em conta que estas têm um tipo de escoamento superficial muito rápido e com grau de erosão hídrico muito significativo, e na zona Oeste que contem áreas planas ou com declive suave, o seu escoamento superficial e muito lento e com um grau de erosão hídrico pouco significativo.

## Caracternização geológica
Geomorfologia
A freguesia de Nossa Senhora dos Remédios faz parte da zona Noroeste do concelho da Povoação, e predomina a região geomorfológica da Troqueira e no Vulcão da Povoação.
A principal linha de relevo é a Serra da Troqueira que esta possui orientação NW/SE.
Nesta freguesia é muito difícil encontrar os centros eruptivos, porque é a zona mais antiga da ilha, o modelado vulcânico está muito marcado pelos processos erosivos, pode encontrar alguns, embora muito danificados (Zbyszewsby et al., 1958 fide Ricardo, 1977).
Rede hidrográfica
Toda a área da freguesia de N.ª Senhora dos Remédios sofre uma forte influência da densa rede hidrográfica existente.
Das quatro Ribeiras que existem na freguesia de N.ª Senhora dos Remédios, destacam-se apenas duas: a Ribeira da Lomba Grande e a Ribeira do Purgar, pelos respectivos comprimentos de redes de escoamento na área de estudo.
Geologia
A zona central da freguesia de N.ª Senhora dos Remédios é constituída por dois tipos de substratos geológicos, pelo complexo basáltico do Nordeste (rochas eruptivas) e conglomerados da povoação (formações sedimentares). O setor Norte e Sudeste é constituído pelo complexo basáltico do Nordeste, o setor Sudoeste é constituído por tranquilos e latilos (rochas Eruptivas). O setor Este é constituído por dois tipos de substratos geológicos, andesitos e cones de escórias; e o setor Oeste é constituído por conglomerados da povoação.
Quase toda a área abrangida pela freguesia de N.ª Senhora dos Remédios é composta por materiais de projecção (materiais piroclásticos).
Riscos geológicos
Dos diversos riscos geológicos existentes destacam-se os movimentos de massas, as cheias e enxurradas.
Cheias e enxurradas
A zona apresenta um perigo elevado de cheias e enxurradas que advêm dos factores de localização geográfica e de configuração topográfica do espaço, que promovem uma elevada precipitação, sendo por vezes torrencial. O declive, a altitude das camadas, vegetação, a cobertura dos solos, e a meteorização contribuem para o agravamento no desenvolvimento de torrentes.
Merece especial atenção o facto dos temporais, que implicam intensas chuvadas, possuírem probabilidades superiores entre os meses de outubro e janeiro.
Perigo de risco vulcânico e sísmico
A zona apresenta um perigo elevado aos movimentos de massa, que representam geomorfologicamente um dos principais processos ativos que se encontram presentes na maior parte dos taludes.
Uso do solo
Toda a área da Freguesia de N.ª Senhora dos Remédios sofre uma forte influência de Classe de Capacidade de Uso de Solo.
Pela análise da carta de Capacidade de Uso de Solo da área abrangida pela freguesia de Nossa Senhora dos Remédios, verfica-se que o solo VII+VI abrange com maior capacidade com cerca de 382,207 hectares de área encontrada na zona Norte e Nordeste e com menor a área social com 25,807 hectares encontrada na parte Central da freguesia. Os solos V estão situados na zona Central e no Sul, os solos VI na zona Sudeste e Este, os solos VI+VII estão localizados a Sudoeste, a Oeste e no centro da freguesia, na zona central também se localiza os solos III, bons para cultivo com 306,509 hectares e a Este estão situados solos V+VI.
Pela análise da carta de capacidade de uso de solo da área abrangida pela freguesia de N.ª Senhora dos Remédios, verifica-se que as áreas agrícolas abrangem maior parte da freguesia com 592,251 hectares situado no este, sul, oeste e no ventro da freguesia e as áreas de urbanização com menor parte da freguesia com cerca de 61,571 hectares situadas no sudoeste e sul. As áreas de vegetação espontânea estão situadas na zona sudoeste e este, as áreas de mato localizadas no Norte e no Nordeste da freguesia e as áreas de floresta de produção estão situadas no sul e sudoeste.

## Ecologia
Fauna
Através da análise do quadro, afirma- se que não há muitos mamíferos a não ser gatos (felis catus) e ratos (ruttus) abrangendo a freguesia de N.ª Senhora dos Remédios.
Existem muitas espécies de aves na freguesia de N.ª Senhora dos Remédios, algumas em via de extinção, como por exemplo o priolo (Pyrrhula murina) que vive no Pico da Vara/Ribeira do Quilherme e alimenta- se de plantas endémicas, e outras em abundante, como por exemplo o tentilhão (Fringilla coelebs moreletii) e a estrelinha (Regulus azoricus) que se alimentão de frutas e de outros pequenos seres.
Pela ausência de mar na freguesia de Nossa Senhora dos Remédios não há espécies piscatórias.
Flora
A nível florístico existem várias plantas endémicas dos açores, as que abrangem a Freguesia de N.ª Senhora dos Remédios são, a ginja (Prunus lusitana azorica), a conteira (Hedychium gardnerianum), o incenso (Pittosporum undulatum), o Azevinho (Ilex perado azorica), a hortênsia (Hydrangea macrophylla), a criptoméria (Cryptomeria japonica), a uva da serra (Vaccinium cylindraceum) e o cedro do mato (Juniperus brevifolia).
Algumas destas estão a ser ameaçadas, por haver desflorestação e por animais alimentarem-se apenas delas.
Habitats
Na Freguesia de N.ª Senhora dos Remédios existem as florestas Macaronésicas de Juniperus, matos Macaronésicos endémicos e Laurissilvas Macaronésicas.
Também encontra- se formações eminentemente antrópicas como as plantações monoculturais e as pastagens.